# Палладийэрбий
Палладийэрбий — бинарное неорганическое соединение
палладия и эрбия
с формулой ErPd,
кристаллы.

## Получение
- Сплавление стехиометрических количеств чистых веществ:

{\displaystyle {\mathsf {Pd+Er\ {\xrightarrow {1540^{o}C}}\ ErPd}}}

## Физические свойства
Палладийэрбий образует кристаллы
кубической сингонии,
пространственная группа P m3m,
параметры ячейки a = 0,3455 нм, Z = 1,
структура типа хлорида цезия CsCl
.
При температуре 548÷565°С происходит фазовый переход.
Высокотемпературная фаза образует кристаллы
ромбической сингонии,
параметры ячейки a = 0,723 нм, b = 0,425 нм, c = 0,558 нм, Z = 4,
структура типа борида железа
.
Соединение конгруэнтно плавится при температуре 1540°С .